# Andrea Zapata Alfonso
Andrea Zapata Alfonso   (Badalona, 29 d'agost de 1996) és una política catalana, diputada al Parlament de Catalunya pel Partit dels Socialistes.
Va néixer a Badalona el 1996. Es va graduar en Ciències Polítiques i de l'Administració. És militant de la Joventut Socialista de Catalunya, on és secretaria de política municipal. Va entrar com a regidora a l'Ajuntament de Badalona a les eleccions municipals de 2019. Durant el govern de Rubén Guijarro (2021-2023) va ser regidora de Joventut i Participació Ciutadana, des d'on va impulsar la plataforma Badalona Participa per tal d'afavorir la participació de la ciutadania en la presa de decisions del consistori, i va tornar a convocar el Consell de Ciutat de Badalona, un òrgan consultiu que no s'havia convocat en deu anys. Va ser candidata del PSC en sisè lloc a les eleccions municipals a Badalona el 2023, però no va sortir elegida. El 2024 va ser candidata a diputada al Parlament de Catalunya pel PSC, en el lloc 24 de la llista. A les eleccions d'aquell any en va sortir elegida i va entrar com a diputada a la cambra.